# Can Butinyà
Can Butinyà és una masia del barri de Canyet de Badalona, catalogada com a bé cultural d'interès local. Està situada prop del terme de Santa Coloma de Gramenet, sobre Sant Jeroni de la Murtra i sota la serra de Mosques d'Ase.

## Història
Com a moltes de les masies del terme, té l'origen en una vil·la romana. Al segle x és documentada com a mas Canyet, nom de la vall on es troba. Posteriorment, passà a anomenar-se mas Rovira, fins que el 1717 el darrer Rovira la va vendre al doctor en dret Felip Butinyà, que va enderrocar l'antic mas i va fer construir l'actual.

## Descripció
Consta de planta baixa, amb una finestra gòtica, vestigi d'edificacions anteriors; un pis, amb un balcó a l'eix de simetria; i golfes, amb la característica galeria d'arquets i l'escut de la família Butinyà. La façana està ornada amb esgrafiats i és flanquejada per una torre de defensa. Davant de la casa hi ha un clos tancat per un barri.